# Nad Medlovickým potokem
Nad Medlovickým potokem je přírodní památka v  lokalitě Medlovice v  okrese Vyškov. Přírodní památka byla zřízena vyhláškou Okresního úřadu Vyškov ze dne 28. června 1990. Leží východně od města Vyškov. Důvodem ochrany je uchování xerotermních rostlinných a živočišných společenstev ponticko-panonského typu.